# Envapro
Envapro es una empresa española dedicada a la producción de envases para restauración, hostelería y catering. Fundada en Getafe en 2006, la compañía cuenta actualmente con más de cinco mil clientes y trabaja con marcas de restauración como Sodexo, Starbucks, Alsea, Aloha y Starbucks, entre otras. Cooperando con la ONG World Central Kitchen, Envapro ha proporcionado envases en situaciones de emergencia como la pandemia de COVID-19, la invasión rusa de Ucrania, la borrasca Filomena o las inundaciones de la DANA en España.

## Historia

### Inicios
Envapro fue fundada en el año 2006 en Getafe, Comunidad de Madrid por el comerciante Antonio Otero, quien administraba una cadena de fruterías de origen familiar. Luego de trabajar en el área de gestión comercial de una fábrica de plásticos de termoconformado, desarrolló un recipiente en forma de bandeja para almacenar verduras con buena repercusión entre su clientela. A partir de esta experiencia, decidió iniciar en 2006 una empresa dedicada a la producción de diferentes envases para restauración.

### Consolidación
Tras ocupar varios locales y debido al crecimiento del negocio, Otero debió trasladar la empresa con nombre oficial Envapro: Envases para profesionales al Polígono Industrial de los Olivos. Aunque inicialmente se enfocaba en clientes pequeños y tenía una producción limitada, con el paso del tiempo alcanzó el volumen suficiente para trabajar con grandes fábricas de embalaje a nivel internacional.
De acuerdo con el director de operaciones Eduardo Díaz, Envapro empezó a trabajar con materiales como cartón, plásticos de botellas y otros elementos reciclables a comienzos de la década de 2010, generando un proceso de producción circular: «Reciclábamos nuestro propio excedente, volvíamos a meter los retales en las cadenas de producción y así podíamos volver a fabricar».
Tras el estallido de la pandemia de COVID-19, Envapro empezó a trabajar con la Comunidad de Madrid y con Sodexo para envasar los alimentos que se repartían en los hospitales. Esto los llevó a colaborar también con la ONG World Central Kitchen del chef José Andrés, proporcionando envases en diversas situaciones de emergencia. Según la revista Aral, la compañía distribuyó productos como tarrinas de cartón, packs de cubiertos y bolsas de papel a la ONG «con motivo de la pandemia, la borrasca Filomena, la invasión rusa a Ucrania o la DANA de Valencia, entre otros contextos».
Envapro amplió su catálogo de clientes a restaurantes, cafeterías, bares, hoteles, colectividades y empresas de cáterin, entre las que destacan marcas de restauración como Sodexo, Starbucks, Alsea, Aloha y Starbucks. De acuerdo con el portal On Economía, para 2023 la empresa contaba con más de 5.400 clientes.

### Expansión y actualidad
En 2024 la empresa alcanzó una facturación de 9.1 millones de euros, lo que representa un incremento del 15% respecto al año anterior según Europa Press. El mismo año inauguró nuevas instalaciones en Getafe con más de 10 mil metros cuadrados de superficie. Equipadas con placas solares, estas instalaciones le permitieron a la compañía ampliar su capacidad de producción y contratar un mayor número de empleados.
En septiembre de 2024, Carlos Ortiz de Lucas-Baquero fue anunciado como nuevo director de estrategia de la compañía.

## Productos
De acuerdo con la agencia Europa Press, Envapro cuenta «con más de 3.500 referencias en bolsas de papel, vasos de cartón, servilletas, manteles y pajitas, entre otros implementos para el reparto de alimentos y bebidas». En 2024, la compañía lanzó una nueva serie de productos sustentables como las tarrinas libres de plástico y las bolsas fabricadas con papel reciclado.  El catálogo de Envapro se complementa con botellas, termos, jarras, cubiertos, envases de fibra vegetal, bobinas y artículos de limpieza e higiene, entre otros productos.